# Nile Ranger
Nile Ranger, né le 11 avril 1991 à Wood Green en Londres, est un footballeur anglais qui évolue au poste d'attaquant.

## Biographie
Le 18 novembre 2011, Nile Ranger est prêté à Barnsley, club de deuxième division pour une durée de deux mois. Par consentement mutuel, il quitte Newcastle United le 1er mars 2013.
Le 16 août 2014 il rejoint Blackpool.
Le 3 août 2016, il rejoint Southend United.
Le 18 février 2021, il rejoint Southend United.

## Palmarès
- Newcastle United
  - Championship
    - Vainqueur : 2010